# Comitatul Waukesha, Wisconsin
Comitatul Waukesha este unul din cele 72 de comitate din statul Wisconsin din Statele Unite ale Americii. Sediul acestuia este Waukesha. Conform recensământului din anul 2000, populația sa a fost 360.767 de locuitori.

## Geografie
Potrivit Biroului Recensământului SUA, comitatul are o suprafață totală de 580  mile² (1.503 km²) din care 556 mile² (1.439 km²) este uscat și 25 mile² (65 km²)(4,29%) este apă.

### Țara lacurilor(Lake country)
Datorită numărului mare de lacuri, colțul de nord-vest a comitatului Waukesha este denumit în continuare "Lake Country" (țara lacurilor), de către localnici. Acesta cuprinde Pewaukee, Delafield, Hartland, Merton, Nashotah, Chenequa, Okauchee Lake, Oconomowoc, Summit și Lake La Belle.

### Comitate învecinate
- Comitatul Washington - nord
- Comitatul Ozaukee - nord-est
- Comitatul Milwaukee - est
- Comitatul Racine - sud-est
- Comitatul Walworth - sud-vest
- Comitatul Jefferson - vest
- Comitatul Dodge - nord-vest

### Drumuri importante
| - Interstate 94 - Interstate 43 - U.S. Highway 18 - U.S. Highway 41 - U.S. Highway 45 - Highway 16 (Wisconsin) - Highway 36 (Wisconsin) - Highway 59 (Wisconsin) | - Highway 67 (Wisconsin) - Highway 74 (Wisconsin) - Highway 83 (Wisconsin) - Highway 100 (Wisconsin) - Highway 145 (Wisconsin) - Highway 175 (Wisconsin) - Highway 164 (Wisconsin) - Highway 190 (Wisconsin) |

### Orașe, sate și orășele
| - Big Bend (sat) - Brookfield (oraș) - Brookfield (orășel) - Butler (sat) - Chenequa (sat) - Delafield (oraș) - Delafield (orășel) - Dousman (sat) - Eagle (orășel) - Eagle (sat) - Elm Grove (sat) - Genesee (orășel) - Hartland (sat) | - Lac La Belle (sat) - Lannon (sat) - Lisbon (orășel) - Menomonee Falls (sat) - Merton (orășel) - Merton (sat) - Milwaukee (oraș, parțial) - Mukwonago (orășel) - Mukwonago (sat) - Muskego (oraș) - Nashotah (sat) - New Berlin (oraș) - North Prairie (sat) | - Oconomowoc (oraș) - Oconomowoc (orășel) - Oconomowoc Lake (sat) - Ottawa (orășel) - Pewaukee (oraș) - Pewaukee (sat) - Summit (orășel) - Sussex (sat) - Vernon (orășel) - Wales (sat) - Waukesha (oraș) - Waukesha (orășel) |

### Comunități fără personalitate juridică
- Colgate
- Genesee Depot
- Mapleton
- Monches
- Monterey
- North Lake
- Okauchee Lake
- Stone Bank
- Vernon

## Demografie
|  | Graficele sunt indisponibile din cauza unor probleme tehnice. Mai multe informații se găsesc la Phabricator și la wiki-ul MediaWiki. |

Date: Wikidata - grafică realizată de Wikipedia